# Fraternité de Moria
La Fraternité de Moria est une communauté nouvelle se réclamant du renouveau charismatique et de l'œcuménisme.

## Nom
La fraternité tire son nom du mont Moriah, parfois orthographié Moria, lieu de la ligature d'Isaac, épisode de la Bible raconté au chapitre 22 de la Genèse.

## Historique
Née en 1962, la Fraternité de Moria a été fondée par Nicole Gandin, institutrice de l'enseignement public à Marzy près de Nevers. Protestante, cette femme fut rejointe par une catholique et une autre protestante. Principalement composée de femmes célibataires, la Fraternité de Moria s'occupait de personnes handicapées ou démunies. La dimension œcuménique de cette communauté était novatrice : les membres allaient tantôt au culte protestant, tantôt à la messe catholique.
Au cours des années 1970, la fraternité organise ou participe à de nombreux rassemblements charismatiques, en particulier avec le pasteur gallois Thomas Roberts. Le père Jacques Marin a été également très proche de cette fraternité avant de s'en éloigner en 1982, peu convaincu par l'aspect œcuménique, ce qui aboutit également à la scission avec le groupe de prière de Nevers, pourtant fondé par la fraternité.

## Engagement
Aujourd'hui, elles sont cinq sœurs, « Famille des sans familles, cellule de vie, disent-elles, intergénérationnelle et accueillant les différences ». Elles mènent une vie spirituelle et sociale : une est assistante maternelle, une autre assistante sociale de secteur, une troisième assistante sociale pénitentiaire. Certaines sont aujourd’hui retraitées .
Elles accueillent également des adolescents en difficulté .